# Trolejbusová doprava ve Zlíně a v Otrokovicích

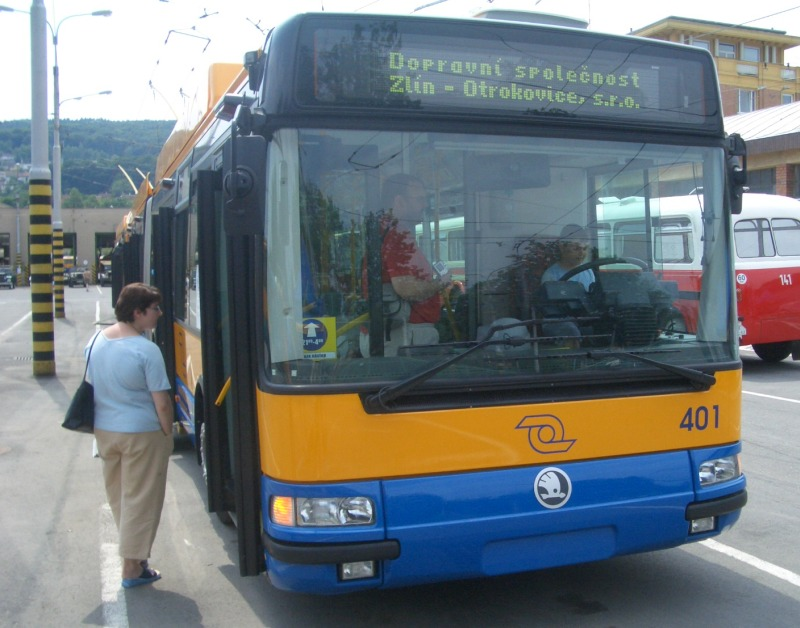
Prototyp kloubového trolejbusu Škoda 25Tr

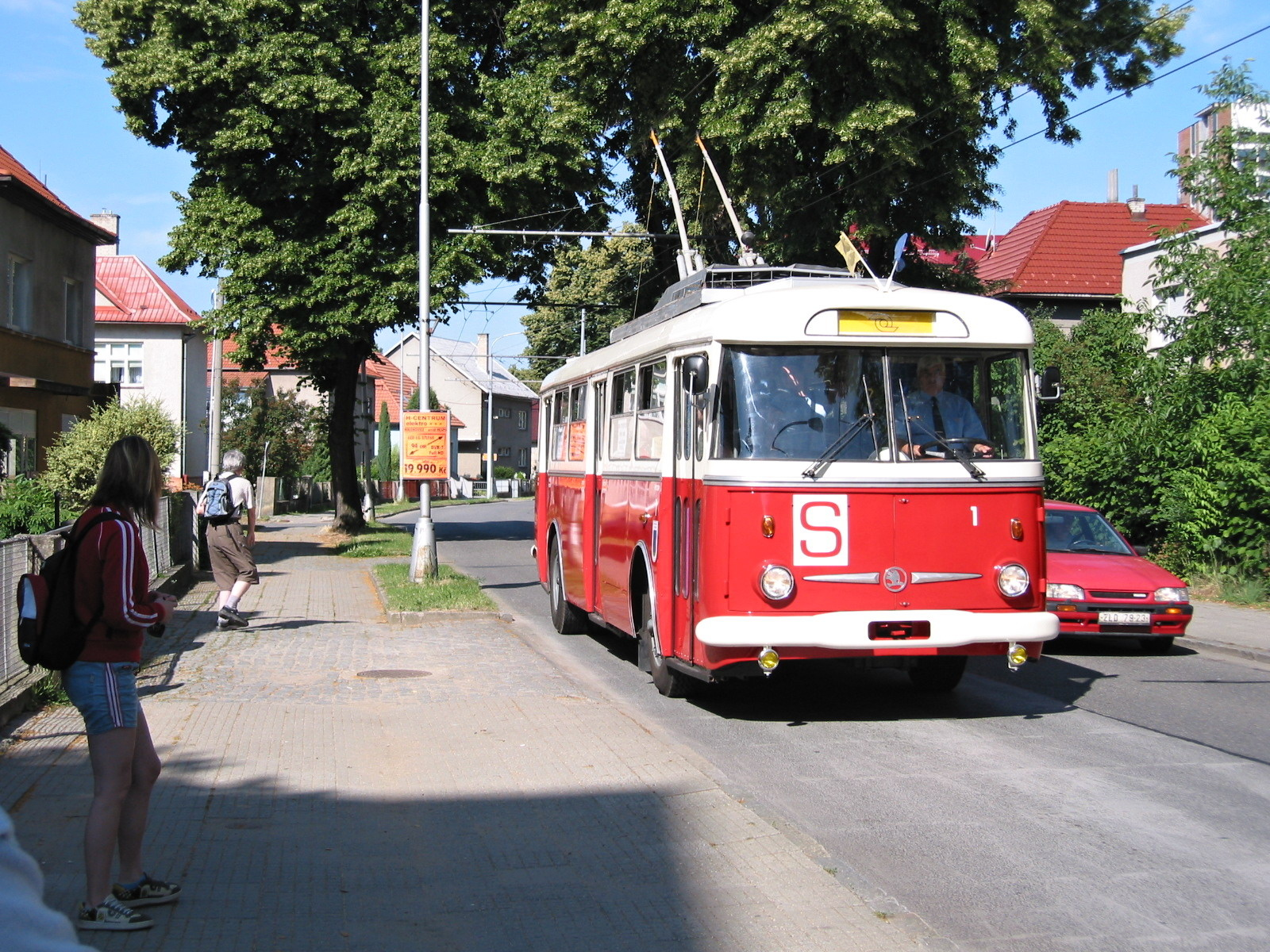
Historický trolejbus Škoda 9Tr

V sousedících moravských městech Zlín a Otrokovice provozuje trolejbusovou dopravu Dopravní společnost Zlín-Otrokovice. Trolejbusy zde jezdí od roku 1944, což ze Zlína tvoří nejstarší trolejbusovou síť na Moravě a po Plzni druhou nejstarší dosud provozovanou síť trolejbusové dopravy v Česku.

## Historie
S nárůstem populace a hlavně rozlohy města v úvodu Baťovy éry bylo potřeba řešit problém s přepravou obyvatel z různých částí města především do průmyslových závodů. Od roku 1899 nesla hlavní tíhu místní železnice, ta však procházela pouze středem města a nebyla tak schopna obsloužit dopravu nových vzdálenějších čtvrtí.

### Počátky autobusové dopravy
Již v roce 1928 tak přišla na řadu soukromá autobusová doprava Pavla Vaculíka, která obsluhovala východní část města a spojovala ji s Baťovými závody. Přeprava ale byla omezena pouze pro Baťovy zaměstnance. Krátce na to, v roce 1930, bylo uděleno povolení dalšímu soukromému subjektu, Františku Pavelkovi, který zavedl linku na téměř totožné trase, jako ji provozoval jeho konkurent. Obě firmy si tak konkurovaly.
V roce 1940 se přidal další, nyní již Baťou ovládaný, provozovatel autobusové dopravy, Otrokovicko-zlínsko-vizovická dráha (OZVD). Její linka již vedla skrze město a zasahovala i západním směrem. Spojila čtvrti Podhoří a Díly na různých stranách města spolu s Baťovými závody. V roce 1943 nakonec převzala i ostatní dopravce a stala se jediným poskytovatelem dopravy ve Zlíně.

### Plány na zavedení trolejbusové dopravy
První úvahy o zavedení trolejbusů ve Zlíně sahají už do dob první republiky. Již v roce 1934 zaujala městskou radu ve Zlíně myšlenka trolejbusové dopravy, jakožto jedno z možných řešení tehdejších přepravních problémů, před nimiž město stálo. Podnětem bylo plánované zavedení trolejbusů v Brně, odkud si zlínská městská rada dokonce vyžádala materiály a informace týkající se nákupu a provozu trolejbusů jakožto i výstavby potřebné infrastruktury a dalších technických detailů. Kromě dopisu městu Brnu byly zaslány i další podobné dopisy, např. do Českomoravské-Kolben-Daněk a Škodových závodů v Plzni. Firma ČKD v reakci na zájem města dokonce vyslala svého odborníka. Zlínské radní ale nakonec odradila cena provozu, která by byla za stávajících cen elektrické energie ve srovnání s autobusy dražší.
I přes neaktivitu ze strany města pozvaly v květnu roku 1936 Škodovy závody jeho představitele na předváděcí jízdu svého prvního vyrobeného trolejbusu.

### 40. a 50. léta

#### Příprava provozu trolejbusů
Zájem o trolejbusy se ve Zlíně objevil opět až ve válečných letech. V roce 1940 vznikla akciová společnost Zlínská dopravní, kterou založilo město spolu s firmou Baťa a jejímž ředitelem se stal ředitel Vilém Pecina. Cílem nově vzniklé firmy byl provoz dopravy všeho druhu: dopravy autobusové, trolejbusové, letadly, autodopravy nákladní i osobní a dopravy vodní, zřizování dílen k opravě motorů a motorových vozidel, provozování pomocných závodů s dopravou souvisejících. Město Zlín následně 7. prosince téhož roku podala žádost ministerstvu dopravy o vydání koncese ke stavbě a provozu trolejbusové dopravy ve Zlíně. Vzhledem k rychlému rozvoji města a nedostatku benzinu byla žádost po projednání 23. ledna 1941 shledána oprávněnou. Již 31. ledna bylo vystaveno povolení k přípravným pracím a jejím provedením byla pověřena Stavební akciová společnost Zlín.
Předběžné povolení ke stavbě bylo vystaveno 5. března 1941. Po dokončení přípravných a projekčních prací trvalo ještě více než rok, než byla městu Zlín udělena koncese pro provozování trolejbusové dopravy. Tu město nakonec získalo po vleklém papírování financování 2. dubna 1943.
V první polovině června 1943 nakonec probíhala řada politických zasedání jejíchž náplní bylo především projednání umístění závěsů trolejového vedení do zdiva soukromých domů nebo umístění stožárů na soukromých pozemcích. Po jejich sérii došlo již na samotnou stavbu, kterou zajišťovalo stavební oddělení Baťových závodů. Samotné trakční vedení pak dodala a montovala pokroková švýcarská firma Kummler-Matter a zařízení měnírny dodala firma BBC z Badenu. Během montáže vrchního vedení 13. září 1943 došlo při převrácení montážního automobilu také ke smrtelné nehodě jednoho ze švýcarských dělníků.
Z dodaných trolejbusů byly tři švýcarsko–české výroby typu FBW-BBC a dva FBW-ČKD již ryze české výroby. První tři trolejbusy FBW-BBC byly zařízeny i na pojezd za pomoci baterie po odpojení od trolejového vedení.

#### Zahájení provozu trolejbusové dopravy
Zkušební provoz zlínské trolejbusové sítě byl zahájen 13. listopadu 1943. Po úspěšném zakončení zkoušek byl ve Zlíně trolejbusový provoz slavnostně zahájen 27. ledna 1944. Akce se konala od 11 hodin ve Velkém kině za přítomnosti vedoucích představitelů města i německých okupačních orgánů. Zahájení bylo ostře sledovanou záležitostí o níž bylo napsáno nepřeberné množství novinových článků. O výstavbě, zahajovacím aktu a první jízdě trolejbusu ulicemi města natočili kameramani zlínských ateliérů krátký film a pořídili bohatou fotografickou dokumentaci.
Trať tvořila jednostopý okruh na trase Náměstí Práce – Cigánov – Nemocnice – Podvesná – Náměstí Práce, z kterého vedly odbočky na Lesní čtvrť a do Prštného.
- Linky A a B měly 13 zastávek a jezdily v protisměru. Trolejbusy ke svému objíždění na jednostopé trati využívaly výhybny.
  - Náměstí Práce – Městský sad – Kvítková – Cigánov – Padělky – Zálešná – Nemocnice – Podvesná – Příčná – Spojovací – Komorní kino – Kamenná – Školní – Náměstí Práce
- Linka C měla 11 zastávek
  - Lesní čtvrť – Příkrá – Škola Díly – Kamenná – Školní – Městský sad – Náměstí Práce – Na vyhlídce – Škola Letná – Strhanec – Prštné

Vozidla byla vybavena původně dvojjazyčnými nápisy a označením linky písmeny A, B nebo C.

#### Konec války
Konec války s sebou nesl i problémy i pro trolejbusovou dopravu ve Zlíně. Letecké bombardování Baťových závodů 20. listopadu 1944 poškodilo závodní elektrárnu, trolejové vedení linky C v úseku Náměstí Práce – Strhanec a řadu dalších zařízení, což citelně narušilo provoz. Ani osvobozování města dne 2. května 1945 se neobešlo bez škod v různých částech města. K obnovení městské dopravy v plném rozsahu došlo již 14. května 1945.

#### Poválečný rozmach
Po skončení války, v letech 1949 až 1953, byly všechny tratě zobousměrněny a také se pokračovalo ve výstavbě nových úseků. Otevřeny tak byly trasy do čtvrtí Vršava (6. listopadu 1947) a také směrem do Otrokovic postupně přes Malenovice (srpen 1949) a Kvítkovice (7. listopad 1950), kde bylo na křižovatce vybudováno provizorní obratiště. Po krátkém období, když byl Zlín přejmenován na Gottwaldov, byla 12. prosince 1953 dostavěna a v celé své délce otevřena dosud nejvýznamnější trať vedoucí až do Otrokovic, a ryze městská síť tak změnila svůj charakter. Výstavba trolejbusové sítě byla ukončena roku 1957, kdy byla zprovozněna nová trať na Podhoří.

### Od 60. let do roku 2010
Na konci 60. a na začátku 70. let prožíval místní trolejbusový provoz stagnaci, přesto však Gottwaldov, na rozdíl od dalších československých měst, neplánoval závislou trakci zrušit. V roce 1977 následovala první změna, a to zjednosměrnění některých tratí v centru. Na ni navázala v roce 1979 výstavba nového velkokapacitního obratiště Sportovní hala. O rok později, 4. září 1980, byl ještě prodloužen úsek Náměstí Práce - Podhoří na novou smyčku Podhoří blíže nově vybudovanému sídlišti. Přelomovým dnem pro historii trolejbusů ve městě se stal 1. leden roku 1983, kdy došlo k reorganizaci linkového vedení, zároveň bylo písmenné označení předěláno na obvyklejší číselné. Téhož dne byl také otevřen nový úsek Příční - Příluky.
3. června 1985 byl otevřel úsek na Bartošovu čtvrť a o čtyři roky později 28. května 1989 i na velké sídliště Jižní Svahy.
1. července 1991 byl ukončen provoz obratiště v ulici Padělky IX a linka č. 5, která zde zajížděla, přesunuta na smyčku Bartošova čtvrť. Obratiště sloužilo ještě několik let pro občasné manipulační přesuny vozidel, v současnosti však není využíváno. Záhy po ukončení provozu byly v tomto místě demontovány veškeré výhybky. Přesto je zde dodnes zachováno vrchní vedení, které bylo dokonce v roce 2012 rekonstruováno.

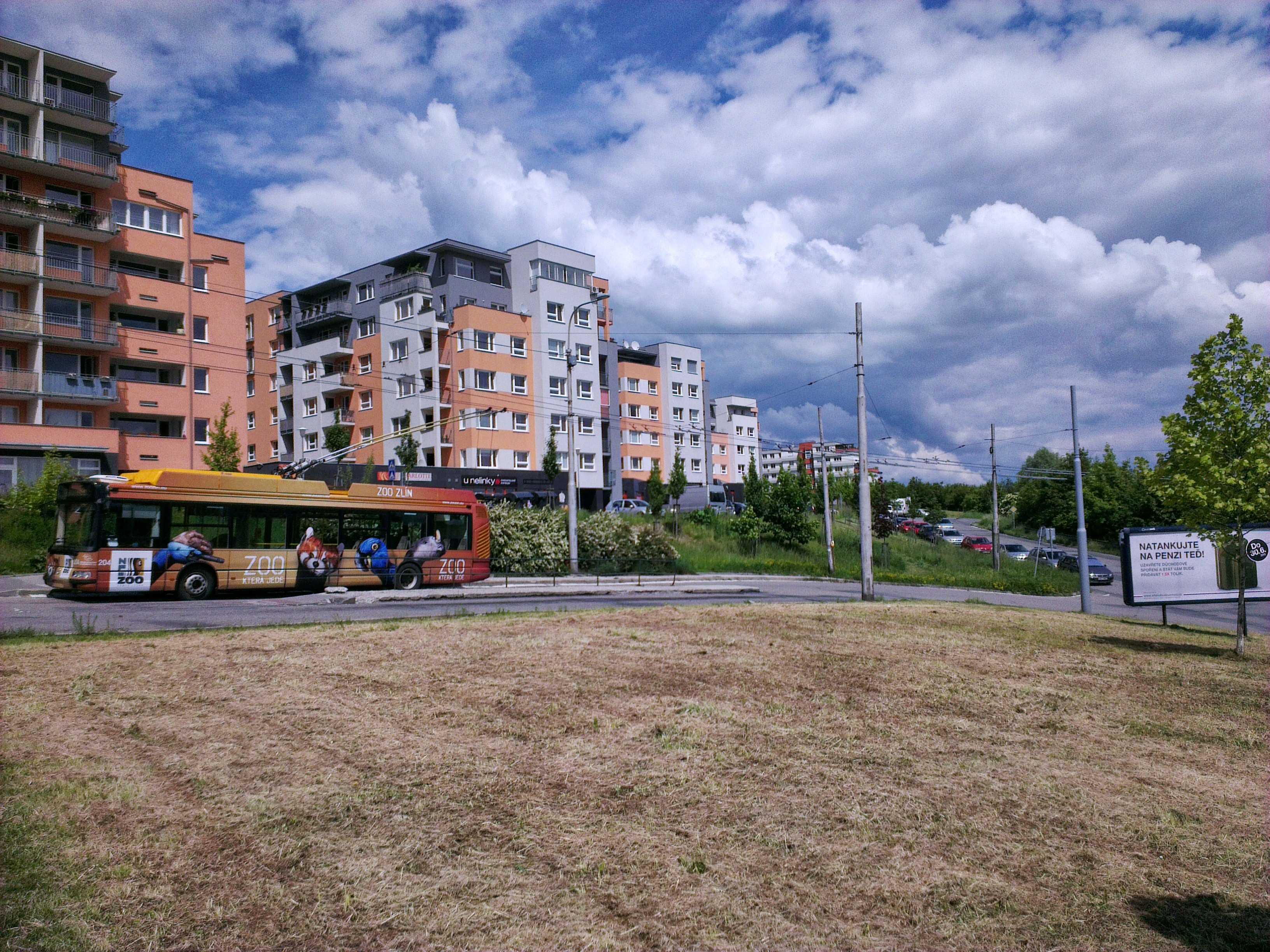
Smyčka Jižní Svahy, Středová

Na začátku 90. let se budovaly již jen krátké úseky. Nejprve se jednalo o výstavbu odbočky na Jižních Svazích zprovozněnou 31. května 1992, vedoucí ze zastávky Slunečná na novou smyčku Jižní Svahy, Středová. Další změnou, která souvisela s budováním prvního novodobého zlínského obchodního centra Malenovice Centro, byl přesun a rozšíření trolejbusové smyčky Malenovice - ZPS a její přejmenování na Malenovice Centro. Poslední úpravou tohoto období bylo v roce 2000 prodloužení trati mezi zastávkami Slunečná a Jižní Svahy, Česká o jednu zastávku na novou smyčku Jižní Svahy, Kocanda. Kuriozitou této trati je jednak její konstantní a poměrně příkré stoupání a také fakt, že na její výstavbu byly téměř z poloviny využity původní ocelové sloupy, které zde byly osazeny již při výstavbě prvotní trati na sídliště Jižní Svahy. Původní smyčka byla záhy zrušena, ačkoliv ještě mnoho let před výstavbou nové ulice Zelinova, se zde nacházelo původní již nevyužívané betonové obratiště.
V roce 1992 byl zřízen integrovaný dopravní systém, jehož páteří jsou trolejbusy. Zahrnuje dopravu ve Zlíně a železniční trať spojující Otrokovice, Zlín a Vizovice. Od konce 90. let zahrnuje i příměstské autobusové linky.

### Od roku 2010 do současnosti
V roce 2010 začaly stavební práce na nové křižovatce Antonínova v centru města, nedaleko zlínského mrakodrapu. Součástí tohoto projektu bylo také vybudování nové smyčky Antonínova, která začala vznikat v roce 2013 (ačkoliv již při vzniku samotné křižovatky byl projekt z části připraven a v místě vjezdu na dnešní smyčku také vybaven sloupy trolejového vedení) společně s výstavbou Univerzitního Centra polymerů. Důležitá infrastruktura byla dokončena během června 2014. Poslední překážkou v používání smyčky bylo již jen zprovoznění sociálního zařízení pro řidiče MHD a dokončení prací na přilehlé budově Univerzity. Smyčka byla uvedena do provozu v pondělí 1. prosince 2014.

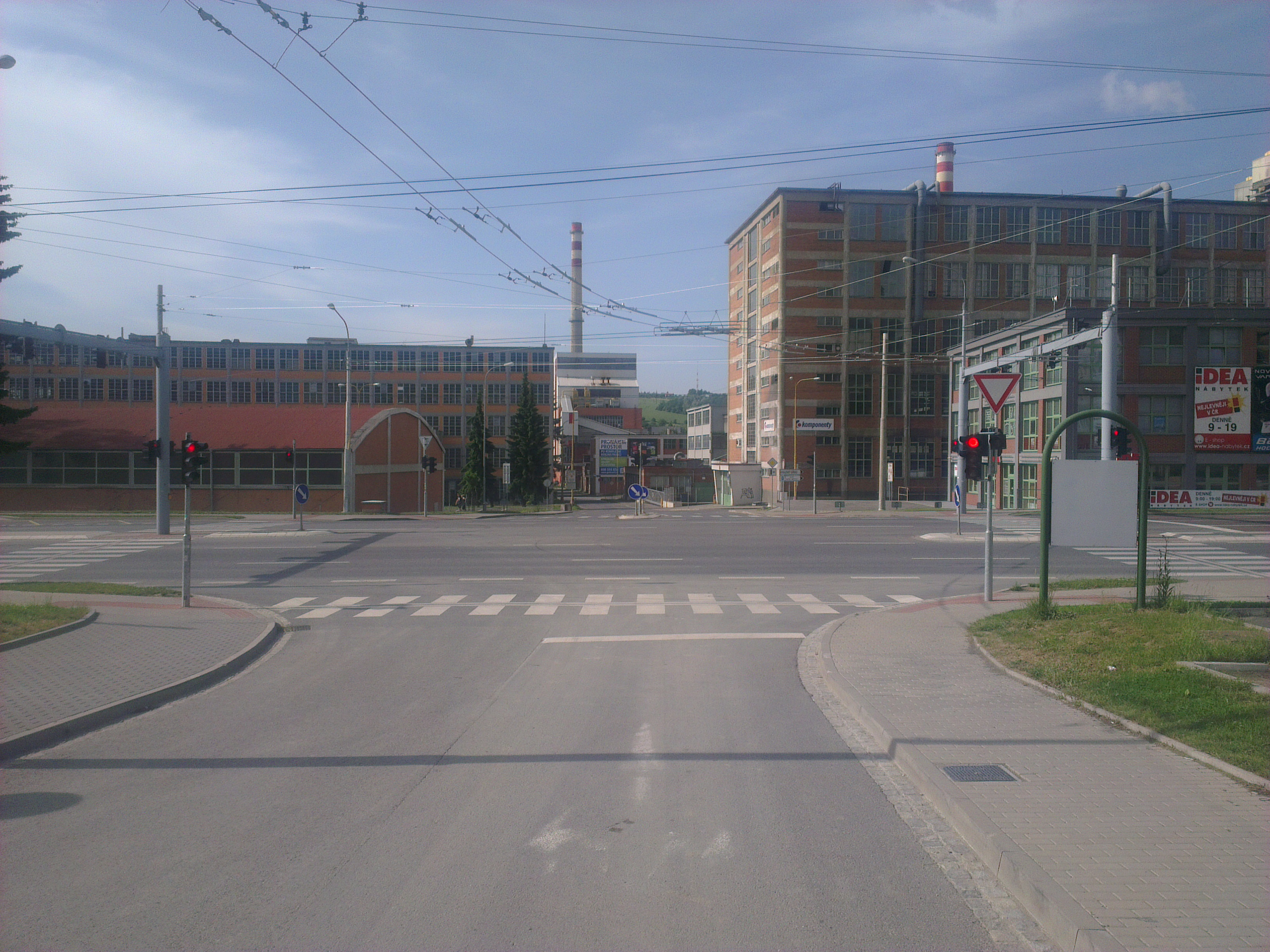
Výstavba smyčky Antonínova (2014)

V roce 2015 mělo dojít k rozsáhlé přestavbě frekventované křižovatky s ulicemi Mostní a Březnická a k vybudování nové zastávky, která měla zkrátit docházkovou vzdálenost k Velkému kinu i Univerzitě.
Od 1. dubna 2019 je v provozu trolejbusová linka číslo 5, která společně s linkou 4 zajišťuje dopravní obsluhu místních částí Štípa a Kostelec. Na linky 4 a 5 jsou nasazovány parciální trolejbusy typu Škoda 30Tr.
Do budoucna se uvažuje například o prodloužení tratě až k nádraží Zlín - střed od zastávky U Zámku, které by se mělo společně s navazujícím autobusovým nádražím při této příležitosti rekonstruovat. Tento úsek je od roku 2013 obsluhován novou autobusovou centrální linkou č. 38.
Plány počítají také s prodloužením trolejbusové tratě do průmyslové zóny Příluky, propojení obratiště Kocanda se Středovou na Jižních Svazích, vybudování trolejbusové tratě k novému vlakovému nádraží, kde by měly trolejbusy projíždět areálem Svitu. V neposlední řadě by mělo dojít k prodloužení trolejbusových linek po nadjezd v Otrokovicích, díky tomu se podaří zavést pravidelnou trolejbusovou dopravu na Štěrkoviště s využitím parciálních trolejbusů.

## Neuskutečněné projekty
Ačkoliv tvoří trolejbusy podstatnou část zlínské městské hromadné dopravy, ne všechny plánované trolejbusové úseky byly postaveny.
Například při výstavbě trati do Otrokovic bylo v plánu vybudovat trolejové vedení až na smyčku Otrokovice, Štěrkoviště. Část trasy v centru města je dokonce osazena sloupy trolejového vedení, to zde však nikdy vybudováno nebylo.
Dalším neúspěšným projektem byla výstavba trolejbusové dráhy v centru Zlína v ulicích Zarámí a Vodní. Téměř celý úsek je osazen sloupy trolejového vedení, ale ani zde trolejbusy navzdory stále živému plánu dopravního podniku doposud nejezdí.
Existují ale i další projekty, které tentokrát zůstaly jen na papíře. Snahou bylo například zatrolejování linek vedoucích do místní části Kostelec. Za zmínku stojí také trať na Paseky, která měla být budována současně s druhou etapou výstavby trolejbusové trati na sídlišti Jižní Svahy, tedy s úsekem Slunečná – Jižní Svahy, Středová. Jednalo by se tak o několikakilometrovou odbočkou ze stávající trati na sídliště Jižní Svahy.
V minulosti, kdy byla trolejbusová doprava ve Zlíně ještě ranou novinkou, se uvažovalo i o zavedení trolejbusové dopravy do okolních obcí, především Holešova a Luhačovic.
Většímu rozvoji trolejbusové sítě ve Zlíně ale v současnosti brání především trend v nasazování trolejbusů osazených pomocnými dieselagregáty do okrajových částí města. Díky tomu nyní zajíždějí takto vybavené trolejbusy například do Louk, Lužkovic nebo Želechovic.

## Síť a linkové vedení

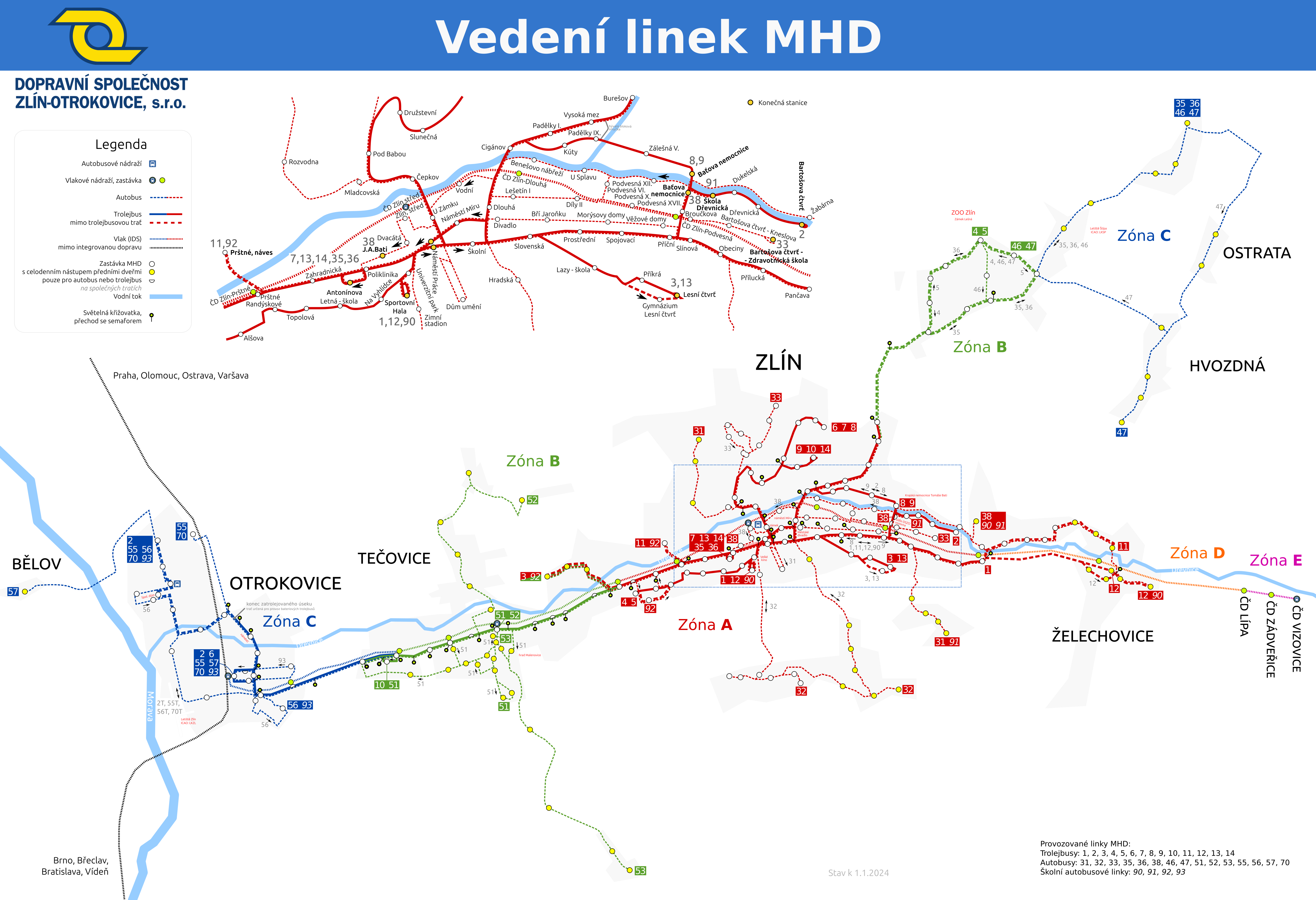
Schéma sítě MHD Zlín–Otrokovice (stav v září 2023)

Síť tvoří přibližně 33,5 km tratí pod napětím 600 V. Základnu sítě tvoří jediná vozovna dopravního podniku, vozovna Podvesná ve Zlíně.
Hlavní osu sítě tvoří trasa Otrokovice, žel. st. – (smyčka Malenovice, Centro) – Malenovice ZPS – Louky, křižovatka – Prštné – Náměstí Práce – Školní – Slovenská – Příční – Příluky, téměř souběžně s železniční tratí Otrokovice – Vizovice. Síť se větví na území Zlína. U náměstí Práce k jihozápadu vychází odbočná trať do Podhoří s krátkou, ale frekventovanou odbočkou do stanice Sportovní hala. Na náměstí Práce se odděluje krátká souběžně vedoucí trať přes zastávku Náměstí Míru. Mezi náměstím Míru a náměstím Práce odbočuje trať k severu na Jižní Svahy, která končí ve smyčce Jižní Svahy, Kocanda, odbočná trať končí v zastávce Jižní Svahy, Středová. Za zastávkou Školní, resp. na souběžné trati za náměstím Míru odbočuje k severu trať přes Cigánov do zastávka Vršava. V Cigánově z ní odbočuje k východu trať přes zastávku Baťova nemocnice do zastávky Bartošova čtvrť; u vozovny Podvesná poblíž zastávky Baťova nemocnice se k ní připojuje od jihu spojovací trať od zastávky Příční na trati do Příluk. Od stanice Slovenská k jihovýchodu vede trať na Lesní čtvrť.
Na některých úsecích jsou od poloviny prvního desetiletí 21. století využívány pomocné dieselagregáty současných nízkopodlažních trolejbusů. Tyto tratě tak nemají trolejové vedení. Jedná se konkrétně o úseky Lazy škola – Lesní čtvrť přes Gymnázium Lesní čtvrť (linka 3 a 13), Louky křižovatka – Louky, točna (linka 3), Příluky – Lužkovice (+ Příluky, Za Kapličkou) (linka 11) a Příluky – Želechovice (linka 12). Z legislativního hlediska se však i úseky bez trolejového vedení považují za trolejbusové tratě – mimo trolejbusovou trať nesmí trolejbus jezdit.
V dubnu 2022 bylo v provozu 14 trolejbusových linek:
- 1 Prštné,náves – Náměstí Práce – Lužkovice, Na Gruntech
- 2 Bartošova čtvrť – Náměstí Práce – Malenovice – Otrokovice, žel. st. – Otrokovice, Štěrkoviště (na Štěrkoviště jezdí pouze několik spojů)
- 3 Lesní čtvrť – Náměstí Práce – Prštné – Louky, točna (do roku 2007 Lesní čtvrť - Malenovice, Centro)
- 4 Podhoří – Náměstí Práce – Školní – Dlouhá – Štípa, pož. zbroj. – Lešná, ZOO – Kostelec, střed – Vršava – Dlouhá – Náměstí Míru – Náměstí Práce – Podhoří (polookružní linka)
- 5 Podhoří – Náměstí Práce – Školní – Dlouhá – Kostelec, střed – Lešná, ZOO – Štípa, pož. zbroj. – Vršava – Dlouhá – Náměstí Míru – Náměstí Práce – Podhoří (polookružní linka)
- 6 Jižní Svahy, Kocanda – Náměstí Práce – Malenovice – Otrokovice, žel. st.
- 7 Jižní Svahy, Kocanda – U Zámku – Náměstí Práce – Antonínova  (jezdí pouze v omezeném počtu)
- 8 Jižní Svahy, Kocanda – U Zámku – Školní – Dlouhá – Baťova nemocnice – Slovenská – U Zámku – Jižní Svahy, Kocanda (polookružní linka)
- 9 Jižní Svahy, Středová – U Zámku – Školní – Slovenská – Baťova nemocnice – Dlouhá – U Zámku – Jižní Svahy, Středová (polookružní linka)
- 10 Jižní Svahy, Středová – U Zámku – Náměstí Práce – Malenovice, Centro (do roku 2002 Jižní Svahy, Středová - Sportovní hala)
- 11 Lužkovice, Na Gruntech – Příluky, Prům. zóna-točna – Příluky – Náměstí Práce – Prštné,náves (do roku 2007 Příluky - Malenovice, Centro)
  - od prosince roku 2014 má linka 11 novou smyčku Antonínova, přičemž vozy střídají smyčky Sportovní hala a Antonínova v závislosti na denní době a poptávce cestujících při dopravě k poliklinice
- 12 Želechovice, křižovatka – Příluky – Náměstí Práce – Sportovní hala
  - od prosince roku 2014 má linka 12 novou smyčku Antonínova, přičemž vozy střídají smyčky Sportovní hala a Antonínova v závislosti na denní době a poptávce cestujících při dopravě k poliklinice
- 13 Lesní čtvrť – Náměstí Míru – Náměstí Práce – Antonínova – (Sportovní hala)
- 14 Jižní Svahy, Středová – U Zámku – Náměstí Práce – Antonínova – (Sportovní hala)

## Vozový park

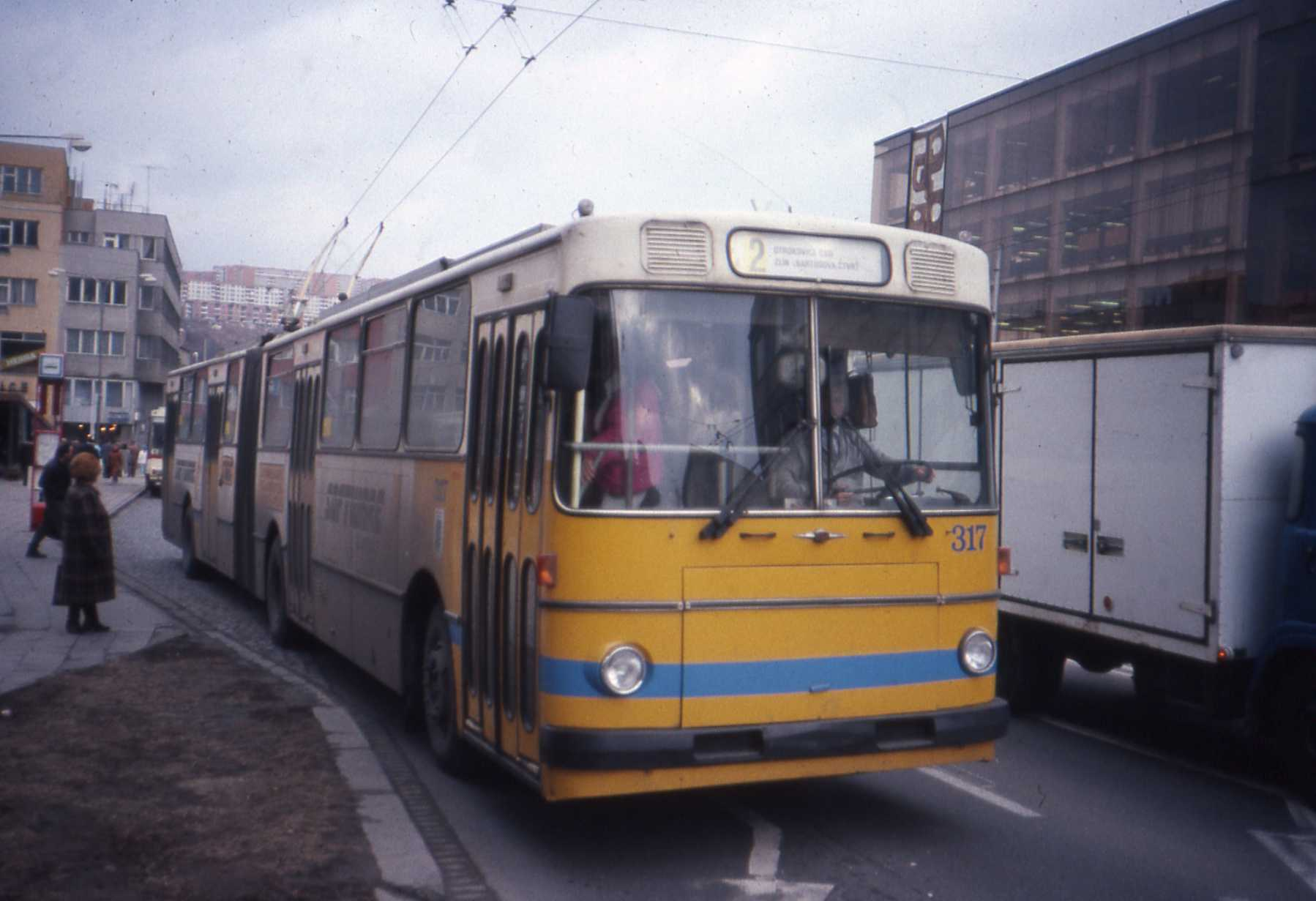
Škoda-Sanos S 200 ve Zlíně (1992)

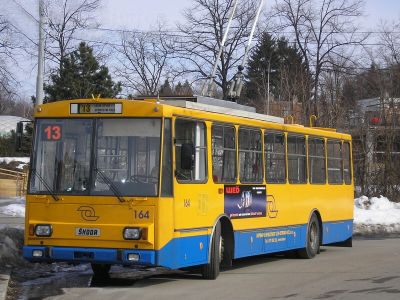
Trolejbus Škoda 14Tr

K zahájení provozu byly dodány vozy FBW-BBC a FBW-ČKD. Od konce války se v provozu vystřídaly vozy typů Vetra-ČKD, Škoda 7Tr, Škoda 8Tr, Škoda 9Tr, kloubové kooperační Škoda-Sanos S 200 (DP Zlín byl provozovatelem největšího množství těchto vozů v Československu, ve Zlíně jezdil i prototyp pod čísly 70 a 301) a nakonec od 80. let 20. století typy Škoda 14Tr a kloubový Škoda 15Tr.
Na konci roku 2004 byl vozový park obnovován nízkopodlažními trolejbusy. Nově zakoupené vozy Škoda 24Tr zahájily provoz 1. prosince 2004 a kloubové Škoda 25Tr pět měsíců po nich. Od května 2013 do roku 2014 bylo postupně dodáváno Škodou Electric celkem 25 nových trolejbusů typů 24Tr (6 ks s dieselagregátem), 25Tr (4 ks s dieselagregátem), 26Tr (4 ks plně klimatizované) a 27Tr (11 ks plně klimatizovaných) v hodnotě přes 320 milionů korun. Díky této dodávce trolejbusů se stal Zlín prvním městem v ČR, kde byly do provozu uvedeny trolejbusy s klimatizací salonu cestujících. V roce 2016 byly dodány dva trolejbusy 26Tr s pomocným bateriovým pohonem. V roce 2018 byl zařazen do provozu bývalý chomutovský trolejbus Škoda 25Tr ev. č. 400 (původně č. 026). V témže roce byl ukončen provoz kloubových trolejbusů Škoda 15TrM a posledního provozního trolejbusu Škoda 14TrM ev. č. 170. V roce 2019 pořídila DSZO sedm parciálních trolejbusů Škoda 30Tr ev. č. 221 až 227. O rok později byl dodán druhý prototyp trolejbusu Škoda 35Tr s bateriovým pohonem.
| Obrázek    | Typ        | Modifikace a podtypy | Počet kusů (k 8. 1. 2025) |
| ---------- | ---------- | -------------------- | ------------------------- |
| Škoda 24Tr | Škoda 24Tr | Škoda 24Tr           | 16                        |
| Škoda 25Tr | Škoda 25Tr | Škoda 25Tr           | 13                        |
| Škoda 26Tr | Škoda 26Tr | Škoda 26Tr           | 6                         |
| Škoda 27Tr | Škoda 27Tr | Škoda 27Tr           | 11                        |
| Škoda 30Tr | Škoda 30Tr | Škoda 30Tr           | 7                         |
| Škoda 35Tr | Škoda 35Tr | Škoda 35Tr           | 1                         |

První vůz 25Tr (č. 401) je prototypem, prvním vyrobeným vozem tohoto typu a také jediným, který má karoserii Citybus. Ten byl kvůli špatnému technickému stavu odstaven z provozu v roce 2019 a v roce 2021 sešrotován. Ve Zlíně zároveň jezdí první vyrobený trolejbus 25Tr modernější verze (karoserie Citelis 1B, č. 407) a vůbec poslední vyrobené trolejbusy typů 24Tr (č. 220) a 25Tr (č. 413). Prototypem je i trolejbus č. 271, který se stal prvním bateriovým trolejbusem 26Tr pro český trh.
V majetku DSZO se nachází také historický trolejbus Škoda 9Tr, který původně jezdil v Mariánských Lázních. Ten bývá mimo jiné nasazován na mimořádnou linku Vozovna (Severní brána) - Dlouhá - Sportovní hala a zpět při dni otevřených dveří v areálu DSZO, který se koná pravidelně od roku 2004 jeden z víkendů v červnu. Vozidlo bylo v roce 2017 doplněno přívěsem Jelcz PO-1. V červnu 2019 byl mezi historické vozy zařazen i trolejbus Škoda 14TrM ev. č. 170.
Na konci června roku 2013 spustila DSZO zkušební projekt pokrytí jednoho trolejbusu signálem wi-fi. O dva roky později bylo bezdrátovým bezplatným internetem vybaveno devět trolejbusů.